# Kirche Zehlendorf (Oranienburg)
Die evangelische Kirche Zehlendorf ist ein Baudenkmal im Oranienburger Ortsteil Zehlendorf. Sie wurde von 1870 bis 1872 an der Stelle erbaut, wo bereits im 14. Jahrhundert ein erstes Kirchengebäude stand. In den folgenden Jahrzehnten brannte das Sakralgebäude mehrfach ab und wurde stetig erneut aufgebaut. Zuletzt wurde das ganze Gotteshaus nach vorhandenen Bauplänen von Friedrich August Stüler errichtet.

## Lage
Das nunmehr fünfte Gotteshaus steht mitten auf dem historischen Dorfanger und trägt die Adresse Alte Dorfstraße 53a. Es wird umgeben von der Kirchhofmauer und dem Kirchhof. Sowohl die Mauer als auch die auf dem Kirchhof erhaltenen Grabmale und dort gepflanzte Linden gehören zum Denkmalschutzensemble der Kirche.
Die Mauer besteht aus behauenen großen Feldsteinen. Jeweils ein Portal auf der Nord- und der Südseite bildet den Zugang zum Kirchhof und zum Kirchengebäude.
Das zugehörige Pfarrhaus befindet sich in der Rosengasse 16.

## Geschichte
Die erste kleine Kirche des damaligen Dorfes wurde im Dreißigjährigen Krieg zerstört. Kurfürstin Luise Henriette von Oranien-Nassau ließ sie über den von ihr eingesetzten Pfarrer Andreas Heinzius bis 1668 erneuern. Die Finanzierung des Wiederaufbaus erfolgte auf Basis von Kollekten, Kirchensteuern und Fördergeldern der kurfürstlichen Familie.
Der neue Kirchenbau fiel 1685 einem Brand zum Opfer, bis 1694 wurde er wieder aufgebaut und um einen Fachwerk-Kirchturm ergänzt. In den Turm kam 1704 ein „neues Geläut“, bestehend aus drei (oder vier) Kirchenglocken. Aus der Formulierung folgt, dass die Dorfkirche schon vorher Glocken gehabt hat.
1730 brannte die Kirche wieder ab. Nun ließ die Gemeinde die frühere Holzkonstruktion durch ein Feldstein-Gebäude ersetzen, das teilweise verputzt wurde. Das Kirchenschiff erhielt ein Ziegeldach, der Turm wurde mit Schindeln und Schiefer gedeckt.
Das vierte Gotteshaus wurde bis 1868 genutzt, als am 16. Mai ein weiterer Brand die Scheune und den Stall des Pfarranwesens vernichtete und die Kirche ausbrannte. Vernichtet wurden dabei auch wichtige Dokumente des Kirchenarchivs.
Mit der Grundsteinlegung am 16. Juni 1870 entstand das heutige fünfte Kirchengebäude auf den Resten der Vorgängerbauten. Die Außenmaße blieben weitestgehend erhalten: 84 Fuß lang, 38 Fuß breit, 20 Fuß hoch (Kirchenschiff) und rund 90 Fuß hoch (Turm) (entspricht etwas mehr als 24 m). Die Kircheneinweihung nahm General-Superintendent D. Hoffmann am 8. Juli 1872 vor. Die Bauarbeiten wurden mit den Reparationszahlungen nach dem Ende des Deutsch-Französischen Krieges finanziert.
In den folgenden Jahren und Jahrhunderten wurden etliche kleinere Erhaltungsmaßnahmen und Umbauarbeiten durchgeführt. 1908 erfolgte eine größere Sanierung.
In den beiden Weltkriegen erlitt das Kirchengebäude keine größeren baulichen Schäden.
Zwischen 1925 und 1935 beschädigten mehrere Blitzschläge den Turmhelm, durch welchen in der Folge Wasser in das Innere drang und die Oberflächen der Ziegel durch Frost-Tauwechsel teilweise stark schädigten. Die Feuchtigkeit griff auch die hölzernen Glockenstühle an, was in späteren Jahren dazu führte, dass die Glocken nicht mehr geläutet werden konnten.
Nach dem Zweiten Weltkrieg und während der DDR-Zeiten fristete die schrumpfende Kirchengemeinde ein unauffälliges Dasein.
Die Folgen der Turmbeschädigungen führten Ende der 1970er Jahre dazu, dass der westliche Haupteingang gesperrt werden musste, junge Bäume hatten sich auf dem Turm angesiedelt und die hölzernen Jalousieklappen der Schallluken verfaulten. 1981 bis 1985 konnten die notwendigsten Reparaturen durchgeführt werden, die mittels großzügiger Spenden und Eigeninitiative der Zehlendorfer möglich waren.
Erst mit der deutschen Wiedervereinigung erstarkte die evangelische Gemeinde im Ort auch durch Zuwanderungen. Die Neuzuordnung zum Liebenwalder Kirchensprengel ermöglichte Erhaltungs- und Ausbesserungsmaßnahmen am Kirchengebäude.
2019 und 2020 erfolgte eine umfangreiche Kirchen- und Turmsanierung. Den Abschluss der Arbeiten beging die Gemeinde im Januar 2021 mit einer Andacht. Dabei wurden zwei Kupfer-Zeitkapseln verlötet, eine gefüllt mit den aufgefundenen alten Materialien, die andere gefüllt mit aktuellen Dokumenten. Die Kapseln kamen in je eine Turmkugel, die ihren Platz auf dem Kirchendach erhielten.
Die Zeiger der Kirchturmuhr wurden in dieser Zeit ebenfalls erneuert, auch das Gemeindehaus wurde von 2019 bis 2021 renoviert, umgebaut und modernisiert.

## Architektur

### Außen
Die Saalkirche wurde aus gelben Birkenwerderer Ziegelsteinen errichtet und blieb größtenteils unverputzt.
Auf der Ostseite ist eine Halbrund-Apsis angebaut, in welcher der Altarraum platziert ist. Dieser erhält durch fünf kleine Spitzbogen-Fenster in Höhe der zweiten Etage etwas Tageslicht.
Die Nord- und Südseite des Kirchenschiffes werden durch zwei Reihen Fenster durchbrochen, die oberen sind spitzbogig und mehrsprossig. Als Schmuck dient eine girlandenartige Ausführung der Ziegelsteine, die auf beiden Längsseiten unterhalb des Dachrandes verläuft. Die Apsis erhielt als Zierde unter dem Dachrand einen kreuzförmigen Ziegelfries.
Der Westturm mit einem quadratischen Grundriss wird von einem achteckigen Spitzhelm abgeschlossen, auf dem ein großes Metall-Kreuz steht. Je ein dreieckiger Ziergiebel setzt die Turmfassade über den Dachrand hinaus fort. Darunter ist auf jeder Seite ein großes Spitzbogenfenster mit dreifach gestaffelter Nische eingearbeitet, hinter der sich die Glockenstube befindet. Eine Etage darunter ist eine Kirchturmuhr aus der Werkstatt von Rößner  mit runden Zifferblättern installiert.
Eine bauliche Besichtigung im Jahr 1901 ergab, dass eine gründliche Reparatur des Turmes nötig sei. 1902 wurde zunächst ein Schutzdach über dem Turmeingang angebracht, die eigentliche Instandsetzung erfolgte in den Jahren 1907–1914.
Die girlandenartige Ziegelbetonung um die Schallfenster und unterhalb des Dachrandes bildet optisch eine Querteilung des Turmes nach. Der Haupteingang zur Kirche befindet sich im Turmfuß und ist ein in die Tiefe gestaffelter Rundbogen.

### Innen
Die Saalkirche verfügt im Inneren über eine auf drei Seiten umlaufende hölzerne Empore.
Die Apsis ist gegenüber dem Kirchenraum um drei Stufen erhöht, ihre Wand ist mit aufgemalten floralen Ornamenten geschmückt.
Das Kreuzrippengewölbe endet in einem zentralen runden Schlussstein, der mit den Buchstaben „IHS“ in Frakturschrift versehen und von einem Sonnenkranz umgeben ist. Die Flächen der Gewölbe sind an ihren zulaufenden Spitzen leicht ornamentiert.

## Ausstattung

### Altar, Kanzel
- Der Altar ist ein massiver, wohl aus Sandstein gearbeiteter Tisch, der im Zentrum der Apsis steht. Über ihm hängt ein zwölfarmiger Messing-Kronleuchter.[7]
- An der nordöstlichen Ecke des Altarraumes ist eine Hochkanzel platziert, die aus naturfarbenem dunklem Holz besteht. Der achteckige Kanzelkorb ruht auf einer Holzsäule. In gleicher Machart sind dahinter quer an der Längswand einige Patronatsstühle zu sehen.[7]

### Empore, Gestühl
- Die hölzerne Empore wird von kräftigen Querbalken gehalten, ihre Balustrade ist getäfelt und mit leichten Aussparungen verziert.[7] An der Galerie sind kleine Holzkreuze angebracht, die als Gedenkorte für die Toten der letzten Kriege und auch im Ort verstorbenen Zwangsarbeiter dienen. Soweit ermittelt werden konnte, sind auch die Namen angegeben.[1]
- Die rund 10 Bankreihen lassen einen Mittelgang frei. Die Seitenwangen der Bänke sind gerundet und mit kleinen geschnitzten Ornamenten versehen.[7][1]
- Die Bestuhlung enthält als Besonderheit einen Soldatenchor, Bankreihen auf der Empore für Kirchenbesucher, die ihrer Soldatenpflicht (Wehrpflicht) nachgekommen waren. Sie befinden sich rechts von der Orgel.[5]

### Orgel und Geläut
Hinter dem Kirchenportal ist eine kleine Orgel installiert. Sie wurde vom Berliner Orgelbauer Lang hergestellt.
Im Kirchturm befindet sich das dreistimmige Geläut, das zur Vorbereitung der Kirchenweihe am 8. Juli 1872 vom Bochumer Verein gegossen worden war. Die kleinste Glocke erzeugt den Ton C und wiegt 160 kg, die mittlere klingt auf G und wiegt 300 kg, die größte hat den Schlagton H und wiegt 450 kg. Keine der Glocken mussten zu den beiden Weltkriegen ausgebaut und abgeliefert werden, Gussstahl war nicht vom Spendenaufruf betroffen. – Geläutet wird inzwischen mit einer elektrischen Läutevorrichtung.

### Sonstige Ausstattungsgegenstände
Erhalten und in Benutzung sind ein vergoldeter silberner Kelch, der die Jahreszahl 1731 unter dem Fuß trägt, dazu eine passende Patene. Aus dem gleichen Herstellungsjahr stammt eine Oblatendose. Nennenswert sind darüber hinaus noch zwei Bronzeleuchter und ein Zinnleuchter, alle drei aus dem 18. Jahrhundert.

## Veranstaltungen (Auswahl)
- Das Kirchengebäude wird auch zu Kulturzwecken genutzt, beispielsweise trat am 14. Juli 2007 der Carl-von-Ossietzky-Chor Berlin e. V. mit Liedern zur Nacht hier auf.[1]
- Die Gemeinde unterhält einen Flöten- und Gitarrenkreis.[3]

## Seelsorger (Auswahl)
- 17. Jahrhundert: Andreas Heinzius[4]
- 2017–2020: Michaela Jecht und Matthäus Monz
- seit Januar 2021: Friedemann Humburg (Vakanzverwaltung)